# El candidato Rayo
El Candidato Rayo es una serie cómico - política que sale al aire a propósito de la elección presidencial del 2018 en México. Filmada durante marzo y abril de 2018 con dos cámaras de Alta Definición en formato de documental que consiste de entrevistas y el día a día de: el candidato, su familia, su amante, su patrocinador, su inexperto jefe de campaña y moderador de redes sociales, su asesorea de imagen, su contadora, sus guardaespaldas y otros extravagantes personajes.

## Sinopsis
Rayo es un candidato independiente que cuenta con el apoyo económico de Don Prudencio: un mal hablado representante de un sindicato del transporte, así como también cuenta con un limitado apoyo moral por parte de su disfuncional familia inmediata; así como también por parte de sus subordinados: Una jauría deseosa de saborear las mieles del poder.
Definitivamente ninguno de los personajes están asociados con ningún otro partido político, aunque como dice Don Prudencio: "Todos hemos trabajado para el PRI!"

## Reparto
- Guillermo Quintanilla - Rayo
- Darío Yazbek - Carlos Márquez
- Mara Cuevas - Carlota
- Hugo Macías Macotela - Don Prudencio Flores
- Dany Cordero - Fer White
- Paco Rueda - Junior
- Julio Sandoval - Cuchillo
- Lupita Lara - Contadora
- Xavier Cervantes - Rayo Padre
- Elsa Jaimes - Bárbara
- Jose Luis Yáñez - Camarógrafo
- Raquel Bustos - Reportera
- Miguel Rodarte - Mejía

## Ficha técnica
- Santiago Fábregas - Productor
- Diego Graue - Director
- Santiago Mohar - Productor ejecutivo
- Santiago Dosal - Productor ejecutivo
- Juan Simons - Productor ejecutivo
- Gabriel Stavenhagen - Productor ejecutivo
- Adrian Cores - Director de fotografía

## Episodios
- Capítulo 1 - Lanzamiento de campaña
- Capítulo 2 - Declaración patrimonial
- Capítulo 3 - El mitin
- Capítulo 4 - El atentado
- Capítulo 5 - La noche loca
- Capítulo 6 - Suave patria